# Автошлях Т 0815
Автошля́х Т 0815 — автомобільний шлях територіального значення в Запорізькій області. Проходить територією Пологівського та Оріхівського районів через Пологи — Оріхів. Загальна довжина — 27,7 км.
До 1 січня 2016 року мав продовження до Бердянська через населені пункти Кінські Роздори — Андріївка — Нововасилівка та загальну довжину — 137 км.

## Маршрут
Автошлях проходить через такі населені пункти:
| Автошлях Т 0815    |           |
| Запорізька область |           |
| Пологівський район |           |
| Пологи             | Р85       |
| Інженерне          |           |
| Новокарлівка       |           |
| Оріхівський район  |           |
| Мала Токмачка      |           |
| Оріхів             | Н08Т 0408 |